# Thaksin Shinawatra
Thaksin Shinawatra (tailandês ทักษิณ ชินวัตร; Chiang Mai, 26 de julho de 1949) é um político e professor visitante. Ele serviu na polícia tailandesa de 1973 a 1987 e foi primeiro-ministro da Tailândia de 2001 a 2006.

## Carreira
Thaksin fundou a operadora de telefonia móvel Advanced Info Service e o conglomerado de TI e telecomunicações Shin Corporation em 1987, tornando-o uma das pessoas mais ricas da Tailândia. Ele fundou o Thai Rak Thai Party (TRT) em 1998 e, após uma vitória eleitoral esmagadora, tornou-se primeiro-ministro em 2001. Ele foi o primeiro primeiro-ministro democraticamente eleito da Tailândia a cumprir um mandato completo e foi reeleito em 2005 por um esmagadora maioria.
Segundo o cientista político Eugénie Mérieau, Thaksin "abalou a ordem hierárquica tradicional ao exigir uma reforma do espaço político anteriormente reservado às pessoas qualificadas como 'superiores' em termos de moralidade e competência, excluindo os trabalhadores pobres e os pequenos camponeses considerados demasiado pouco instruídos para votar". Esta democratização foi acompanhada na frente económica por estímulos keynesianos para combater a pobreza e a crescente desigualdade resultante da crise asiática de 1997, a par de políticas claramente neoliberais.
Ele criou a segurança social nos primeiros três meses do seu mandato, a sua reforma mais importante, dando aos pobres tailandeses o direito aos cuidados de saúde. Em resposta ao sobreendividamento dos agricultores após a crise financeira de 1997, Thaksin declarou uma moratória da dívida. Também lançou um fundo de microcrédito e de aldeia para impulsionar a economia rural, bem como um sistema de bolsas de estudo para provinciais.
Conseguiu financiar as suas reformas e obteve bons resultados em termos de gestão da dívida pública e taxa de crescimento, reduzindo ao mesmo tempo a pobreza.
Thaksin declarou uma "guerra às drogas" na qual mais de 2 500 pessoas foram mortas. O governo de Thaksin lançou programas para reduzir a pobreza, expandir a infraestrutura, promover pequenas e médias empresas e estender a cobertura universal de saúde. Thaksin adotou uma abordagem de braço forte contra a insurgência separatista nas províncias muçulmanas do sul.
Sua decisão de vender ações de sua corporação por mais de um bilhão de dólares isentos de impostos gerou considerável controvérsia. Um movimento de cidadãos contra Thaksin, chamado Aliança Popular para a Democracia ou "Camisas Amarelas", lançou protestos em massa, acusando-o de corrupção, abuso de poder e tendências autocráticas. Thaksin convocou eleições antecipadas que foram boicotadas pela oposição e invalidadas pelo Tribunal Constitucional.
Thaksin foi derrubado por um golpe militar em 19 de setembro de 2006. Seu partido foi banido e ele foi impedido de atividade política. Desde então, Thaksin viveu em exílio autoimposto, exceto por uma breve visita à Tailândia em 2008. Ele foi condenado à revelia a dois anos de prisão por abuso de poder. No exterior, ele continuou a influenciar a política tailandesa, através do Partido do Poder Popular que governou em 2008, e sua organização sucessora Pheu Thai Party, bem como a Frente Unida pela Democracia Contra a Ditadura ou movimento "Camisa Vermelha". Sua irmã mais nova Yingluck Shinawatra foi primeira-ministra da Tailândia de 2011 a 2014.